# Лопрести, Родриго
Родриго Лопрести (англ. Rodrigo Lopresti; род. 6 сентября 1976) — американский актёр, кинорежиссёр, музыкант и художник.

## Биография
Родриго Лопрести родился 6 сентября 1976 года в Буэнос-Айресе — столице Аргентины, став младшим из двоих детей. Спустя некоторое время семья Лопрести переезжает в Майами, штат Флорида, где в 1995 году Родриго оканчивает старшую среднюю школу Майами-Бич.

## Карьера в кино
Первую свою роль Родриго сыграл в фильме 2001 года «Тёмные голоса». После последовало несколько ролей на телевизионных шоу, короткометражных веб-фильмах и рекламах. В 2006 году Лопрести снял короткометражный фильм «Люсия», который стал его режиссёрским дебютом и за который он получил премию «Лучший короткометражный фильм» на кинофестивале «Charlotte». В 2011 году вышел второй короткометражный фильм Лопрести «Ты почувствуешь себя забавно после этого», написанный Ноаном Бушелом. В том же году Родриго выступил в роли актёра, соавтора и сорежиссёра фильма «Я не свой».

## Музыкальная карьера
В 1994 году Родриго основал сёрф-панк группу Garlands Room, заняв позицию фронтмена, вокалиста и гитариста. В 2003 году, под псевдонимом The Hermitt, Лопрести выпустил альбом The Story of the Insects. Родриго сыграл на большинстве инструментов в альбоме, а также разработал дизайн обложки. Актёр, музыкант и друг Лопрести Райан Доноху, который на тот момент играл в группе Pagoda, сыграл на ударных в песне «Calistos Curse». В остальных песнях на ударных сыграл Патрик Галлиган. Позже к группе присоединился Кевин Брэди, который занял место бас-гитариста. В 2005 году группа появилась в одной из сцен фильма «Последние дни», и, кроме этого, две её песни — «Seen as None» и «A Pointless Ride» — вошли на саундтрек к фильму. В 2006 году, Лопрести, совместно с Галлиганом, записал инструментальный саундтрек к своему короткометражному фильму «Люсия».

## Фильмография
| Год  |     | Русское название                         | Оригинальное название            | Роль                        |
| ---- | --- | ---------------------------------------- | -------------------------------- | --------------------------- |
| 2001 | ф   | Тёмные голоса                            | Dark Voices                      | Диего                       |
| 2003 | ф   | Приносящий дождь                         | Bringing Rain                    | Рэб Баббитт                 |
| 2004 | кор |                                          | A Blue Collapse                  | имя персонажа неизвестно    |
| 2004 | ф   | Вымышленные герои                        | Imaginary Heroes                 | любовник                    |
| 2005 | ф   | Последние дни                            | Last Days                        | в роли самого себя          |
| 2006 | ф   | Ночной слушатель                         | The Night Listener               | молодой парень на вечеринке |
| 2006 | кор | Лусия                                    | Lucia                            | Эндрю Ласки                 |
| 2006 | ф   | Чокнутый                                 | Delirious                        | Дэмо                        |
| 2007 | с   | Братья Доннелли                          | The Black Donnellys              | Джо-Джо                     |
| 2007 | ф   | Нил Кэссиди                              | Neal Cassady                     | Джим Марис                  |
| 2007 | с   | Связанный                                | Connected                        | Диего Рамирес               |
| 2008 | с   | Четверть жизни                           | Quarterlife                      | Клод Саббатиэр              |
| 2008 | ф   | Последний звонок                         | Last Call                        | Франсиско                   |
| 2009 | ф   | Пропавший без вести                      | The Missing Person               | Карлос Клементе             |
| 2009 | кор | Ты почувствуешь себя забавно после этого | You're Gonna Feel Funny After    | Майк                        |
| 2010 | ф   | Империалисты всё еще живы                | The Imperialists Are Still Alive | Игл                         |
| 2010 | кор | Третье письмо                            | The 3rd Letter                   | Джеффри Бриф                |
| 2012 | кор | Солнечный ожёг                           | Sunburn                          | Расти                       |
| 2012 | с   | Пэн Американ                             | Pan Am                           | меценат                     |
| 2012 | с   | Голубая кровь                            | Blue Bloods                      | Кит Дэйли                   |
| 2013 | ф   | Я не свой                                | I'm Not Me                       | Джош Морган                 |
| 2013 | ф   | Песня всё ещё внутри                     | A Song Still Inside              | Майкл Хейз                  |
| 2013 | кор | Иногда я вру                             | Sometimes I Lie                  | Трэвис #2                   |
| 2013 | кор | Кто-то должен сделать это                | Somebody's Gotta Do It           | молодой человек             |
| 2013 | ф   | Претендент                               | The Challenger                   | Пит                         |
| 2013 | ф   | Слабак                                   | Glass Chin                       | Бен Маклемор                |
| 2014 | ф   | Нарушитель на улице Хойт                 | Intruder on Hoyt Street          | Клифф Гибсон                |